# Tapa na Cara
"Tapa na Cara" é o primeiro single de Zezé Di Camargo & Luciano extraído do álbum Double Face. A canção foi lançada nas rádios em 19 de abril de 2010 e posteriormente como download digital e é a primeira inédita da dupla desde 2008. Composta por Carlos Randall, ocupou o topo da Billboard Brasil Hot 100 Airplay nos meses de maio e junho.
Para fazer o videoclipe foi feita uma promoção, onde os fãs enviaram fotos e, dentre 35 mil, a catarinense Ariella Carione ganhou e foi protagonista do vídeo, como um ex-amor, e é vista em todos os lugares, até mesmo em capas de revista, "Olhe!", referindo-se a dor que o protagonista ainda sente.

## Desempenho nas paradas
A canção estreou na Hot 100 Airplay, da Billboard Brasil, ocupando o primeiro lugar e permanecendo nesta posição no mês seguinte. No entanto, em julho o single caiu para o 2º lugar, e no mês seguinte, agosto, para o 3º. Já em setembro, a canção caiu para a 28ª colocação e, depois de ocupar o 65º lugar, deixou a parada na posição 83. Assim como na Hot 100 Airplay, a canção estreou na primeira colocação na parada popular e permaneceu nesta posição até agosto. No mês seguinte, o single pontuou na segunda posição, enquanto em agosto ocupou a 3ª, deixando a parada na 20ª colocação, em setembro.

## Paradas
| Paradas (2010)                                        | Melhor posição |
| ----------------------------------------------------- | -------------- |
| BR Billboard Hot 100 Airplay                          | 1              |
| BR Billboard Hot Popular Songs                        | 9              |
| BR Billboard Brasil Regional Curitiba Hot Songs       | 2              |
| BR Billboard Brasil Regional Ribeirão Preto Hot Songs | 5              |
| BR Billboard Brasil Regional Recife Hot Songs         | 1              |
| BR Billboard Brasil Regional Brasília Hot Songs       | 1              |
| BR Billboard Brasil Regional Rio de Janeiro Hot Songs | 2              |

## Histórico de lançamento

### Downloads pagos
| País     | Data               | Formato          | Gravadora                 |
| -------- | ------------------ | ---------------- | ------------------------- |
| Brasil   | 10 de maio de 2010 | Download digital | Universal Music Group     |
| Portugal | 10 de maio de 2010 | Download digital | ZCL Promoções e Produções |
| Espanha  | 10 de maio de 2010 | Download digital | ZCL Promoções e Produções |

### Adição nas rádios
| País   | Data                | Formato    |
| ------ | ------------------- | ---------- |
| Brasil | 19 de abril de 2010 | Mainstream |